# Groene murene
De groene murene (Gymnothorax funebris) is een murene uit de Atlantische Oceaan.

## Beschrijving
De groene murene is egaal donkergroen tot bruin.

## Leefwijze
De soort leeft solitair langs rotskusten, riffen en mangroves, gewoonlijk op een diepte van minder dan 30 meter.  Zij eet voornamelijk 's nachts vis en schaaldieren.

## Verspreiding
De soort komt voor in de Atlantische Oceaan, in het westen van New Jersey in de Verenigde Staten via Bermuda en de noordelijke Golf van Mexico tot Brazilië, en in het Oosten van Ivoorkust tot Marokko, op de Kaapverdische Eilanden, de Canarische Eilanden, de Madeira Archipel en de Azoren.

## Relatie tot de mens
Door haar grote formaat zijn beten van deze murene bepaald gevaarlijk.
De vis wordt wel vers en gezouten ter consumptie aangeboden, al geeft het eten van de grotere exemplaren risico op  ciguatera-visvergiftiging.